# Karl Wien
Karl Wien, detto Karlo (Würzburg, 10 settembre 1906 – Nanga Parbat, 15 giugno 1937), è stato un alpinista e geografo tedesco.

## Biografia
Karl Wien, figlio del professore universitario e fisico Wilhelm Wien, che ricevette il Premio Nobel per la fisica nel 1911, studiò geografia all'Università Ludwig Maximilian di Monaco dopo essersi diplomato nel 1924 al Wilhelmsgymnasium di Monaco e divenne docente egli stesso. Karl Wien fu un convinto nazionalsocialista e membro del NSDAP.
Wien ebbe le sue prime esperienze in montagna sulle Alpi, dove effettuò la prima salita della parete nord del Großglockner insieme a Willo Welzenbach. Tra il 1924 e il 1928 fu più volte membro attivo del consiglio dell'Associazione Accademica Alpina di Monaco di Baviera. Fu membro dell'Österreichischer Alpenklub. Fuori dall'Europa effettuò diversi viaggi in Africa e nella regione dell'Himalaya. Nel 1928, con Erwin Schneider e Eugen Allwein, compì la prima scalata del picco Ibn Sina nel Pamir, con i suoi 7 134 metri la montagna più alta scalata all'epoca. Nel 1931 fece parte della spedizione sul Kangchenjunga guidata da Paul Bauer. Nell'ambito della spedizione del Sikkim nel 1936, Wien e Adolf Göttner effettuarono la prima scalata del Simvo e del Siniolchu, alto 6 888 metri.
Un anno dopo, Karl Wien fu scelto per guidare la spedizione tedesca del Nanga Parbat nel 1937 a quel tempo chiamata “montagna del destino dei tedeschi”. Si trattava di un nuovo tentativo di prima scalata del Nanga Parbat dopo che dieci alpinisti Alfred Drexel, Uli Wieland, Willo Welzenbach, Willy Merkl e sei sherpa persero la vita come parte della spedizione tedesca sul Nanga Parbat nel 1934. Nella notte tra il 14 e il 15 giugno 1937, Wien e i suoi compagni erano accampati nel campo IV quando un'enorme valanga di ghiaccio e neve si staccò dai seracchi del ghiacciaio Rakhiot Peak e seppellì gli alpinisti. Sette tedeschi e nove sherpa furono uccisi, solo il medico della spedizione Uli Luft sopravvisse in un campo dito più basso di quota. Ancora oggi questa catastrofe è considerata il più grande incidente su un ottomila. Dopo che questo tragico evento divenne noto, Paul Bauer, capo della Fondazione tedesca dell'Himalaya, organizzò una spedizione per recuperare i corpi.

## Carriera alpinistica
- 1924 Attraversamento dell'Oberland Bernese (Alpi Bernesi)
- 1924 1ª salita Zugspitzeck-Westsouthwest Ridge, IV, 2 820 m, (Monti del Wetterstein)
- 1924 1ª salita Oberer Schüsselkarturm-North Ridge, IV, 2 350 m, (Monti del Wetterstein)
- 1925 1ª salita Hinterer Waxenstein-Windhaspel-North Edge, V, 2 253 m, (Wetterstein)
- 1926 1ª salita Glockerin (Klocknerin)-Southwest Summit-Northwest Wall "Welzenbach-Führe", V, 56°, 922m, 3 422m, (Gruppo del Glockner)
- 1926 1ª salita Eiskögele-muro nord, 800 m, 3 426 m, (Gruppo del Glockner, Alti Tauri)
- 1926 1ª salita parete nord del Grossglockner, IV+, ghiaccio fino a 55°, 600 HM, 3 798 m, (Gruppo del Glockner, Alti Tauri)
- 1926 1ª salita invernale vetta occidentale del Lyskamm, 4 479 m, (Alpi vallesane)
- 1926 Salita al monte Cervino Zmuttgrat, 4 478 m, (Alpi vallesane)
- 1927 1ª salita invernale del Zugspitze, 2 962 m, Alpspitze, 2 629 m, "Jubiläumsgrat", (Monti del Wetterstein)
- 1927 1ª salita parete nord-est dell'Hintere Kopfwand, 2 102 m, (Monti del Dachstein)
- 1927 1ª salita parete nord-est del Kleinleitenspitze, 3 445 m, (Alpi Venoste)
- 1927 6ª salita e 1ª salita parete nord-est del Grossglockner a sinistra canale nord-orientale "Pallavicini-Rinne", uscita diretta, II-III, 50°, 600 m, 3 798 m, (Gruppo del Glockner, Alti Tauri)
- 1927 2ª salita alla parete sud del Grosse Bischofsmütze "Steiner-Hein", 2 455 m, (Monti del Dachstein)
- 1927 Traversata invernale del Monte Bianco dal ghiacciaio del Gigante al rifugio Vallot, 4 807 m, (zona del Monte Bianco)
- 1927 Salita al fianco della Brenva del Monte Bianco, 4 807 m, (zona del Monte Bianco)
- 1928 1ª salita alla cima Vera Sluzkaja, 5 910 m, (catena Trans-Alai, Pamir)
- 1928 1ª salita alla cima Trapez, 6 048 m, (catena Trans-Alai, Pamir)
- 1928 1ª salita alla Picco Ibn Sina (Cima Kaufmann) tramite Cresta Nord-Est, 7 134 m, (Catena Trans-Alai, Pamir, Asia Centrale)
- 1929 1º attraversamento dello Zugspitze, 2 962 m, - Cresta del Wetterstein - Mittenwald, (Wetterstein, Karwendel)